# Svetovno prvenstvo v biatlonu 2006
Svetovno prvenstvo v biatlonu 2006 je štiriinštirideseto svetovno prvenstvo v biatlonu, ki je potekalo 12. marca 2006 na Pokljuki, Slovenija, v mešani štafeti, disciplini, ki ni bila v programu olimpijskih tekmovanj v biatlonu.

## Dobitniki medalj

### Mešano
| Disciplina | Zlato                                                                            | Zlato     | Srebro                                                                             | Srebro    | Bron                                                                                       | Bron      |
| 4 x 6 km   | Rusija 2 · Ana Bogali-Titovec · Sergej Čepikov · Irina Malgina · Nikolaj Kruglov | 1:16:24,8 | Norveška 1 · Linda Tjørhom · Halvard Hanevold · Tora Berger · Ole Einar Bjørndalen | 1:17:18,5 | Francija 1 · Florence Baverel-Robert · Vincent Defrasne · Sandrine Bailly · Raphaël Poirée | 1:18:23,0 |

## Medalje po državah
| Poz | Država   | Zlato | Srebro | Bron | Skupaj |
| 1   | Rusija   | 1     | 0      | 0    | 1      |
| 2   | Norveška | 0     | 1      | 0    | 1      |
| 3   | Francija | 0     | 0      | 1    | 1      |